# Absolute Disco
Absolute Disco er et dansk opsamlingsalbum udgivet 26. marts 2007 af NOW Music i serien af Absolute-albums. Albummet er en 3-cd bestående af nogle af alle tiders største disco hits fra 70'erne og 80'erne.

## Spor

### Cd 1
1. Sister Sledge : "We Are Family"
2. Gloria Gaynor : "I Will Survive"
3. Earth Wind & Fire : "September"
4. Diana Ross : "Upside Down"
5. ABBA : "Dancing Queen"
6. La Belle : "Lady Marmelade"
7. Kool & the Gang : "Get Down on It"
8. Odyssey : "Going Back To My Roots"
9. Dan Hartman : "Relight My Fire"
10. Ottawan : "D-I-S-C-O"
11. Gibson Brothers : "Que Sera Mi Vida"
12. Sylvester : "Do You Wanna Funk"
13. Rufus & Chaka Khan : "Ain't Nobody"
14. The Jacksons : "Blame it On The Boogie"
15. Donna Summer : "I Feel Love"
16. Hot Chocolate : "You Sexy Thing"
17. Whispers : "And The Beat Goes On"
18. KC and the Sunshine Band : "Shake Your Booty"
19. Miquel Brown : "So Many Men, So Little Time"
20. Baccara : "Yes Sir, I Can Boogie"
21. Van McCoy & The Soul City Symphony : "The Hustle"

### Cd 2
1. Chic : "Le Freak"
2. Boney M : "Daddy Cool"
3. Weather Girls : "It's Raining Men"
4. Donna Summer : "Hot Stuff"
5. Patrick Hernandez : "Born To Be Alive"
6. Anita Ward : "Ring My Bell"
7. Imagination : "Just An Illusion"
8. Wild Cherry : "Play That Funky Music"
9. The Emotions : "Best Of My Love"
10. Amii Stewart : "Knock On Wood"
11. Rick James : "Superfreak"
12. Alicia Bridges : "I Love The Nightlife"
13. Dennis Edwards : "Don't Look Any Further"
14. Yvonne Elliman : "If I Can't Have You"
15. Kelly Marie : "Feels Like I'm In Love"
16. Patrice Rushen : "Forget Me Nots"
17. Rose Royce : "Car Wash"
18. Natalie Cole : "This Will Be (An Everlasting Love)"
19. The Gap Band : "Oops Upside Your Head"
20. The Real Thing : "Can You Feel The Force?"
21. Peaches & Herb : "Shake Your Groove Thing"
22. Thelma Houston : "Don't Leave Me This Way"

### Cd 3
1. KC and the Sunshine Band : "That's The Way (I Like It)"
2. Kool & the Gang : "Celebration"
3. Pointer Sisters : "I'm So Excited"
4. Village People : "Y.M.C.A."
5. Irene Cara : "Fame"
6. Chaka Khan : "I'm Every Woman"
7. Earth Wind & Fire : "Boogie Wonderland"
8. Lips Inc. : "Funkytown"
9. The Trammps : "Disco Inferno"
10. Gibson Brothers : "Cuba"
11. The Jacksons : "Can You Feel It"
12. Barry White : "You're The First, The Last, My Everything"
13. The Brothers Johnson : "Stomp"
14. Diana Ross : "I'm Coming Out"
15. Candi Staton : "Young Hearts Run Free"
16. Tina Charles : "I Love To Love"
17. Sister Sledge : "Lost In Music"
18. Evelyn Thomas : "High Energy"
19. Edwin Star : "Contact"
20. Gloria Gaynor : "Never Can Say Goodbye"

## Trivia
Sange fra en foreløbig trackliste forud for udgivelsen:
1. Grace Jones : "Pull up to the Bumper"
2. Village People : "Go West"
3. Heatwave : "Boogie Nights"
4. Ottawan : "Hands Up"
5. Irene Cara : "Flashdance... What a Feeling"
6. Tavares : "More Than A Woman"
7. Hot Chocolate : "Every 1's A Winner"
8. ABBA : "Gimme! Gimme! Gimme! (A Man After Midnight)"
9. The Nolan Sisters : "I'm In The Mood For Dancing"